# Инерция зрения
Инерция зрения (персистенция, от лат. persisto — постоянно пребывать, оставаться) — особенность зрительного восприятия дискретных последовательных событий, которые кажутся непрерывными. Например, вращающийся в руках горящий факел мозг воспринимает как огненный круг, а не как движущийся предмет. Точно так же спицы быстро вращающегося колеса зрительно сливаются в полупрозрачный диск.
Таким образом, персистенция — это способность мозга соединять слишком быстро сменяющиеся изображения в одно неподвижное. Именно на этом принципе построен кинематограф, поскольку любое изображение (в кино или на экране монитора) представляет собой последовательность быстро сменяющихся изображений.
Длительность эффекта персистенции зависит от интенсивности света, отражаемого или излучаемого предметом, а также его спектрального состава.

## История
Классической формой опыта с использованием персистенции является диск Ньютона, быстрое вращение которого воссоздаёт белый цвет из цветов солнечного спектра. Однако этот диск не был придуман Исааком Ньютоном. Подобный диск описывает Птолемей во II веке. В XI веке арабский учёный ибн аль-Хайсам в переводе работы Аристотеля упоминает о нём.
По мнению аббата Муаньо и Синстендена, Лукреций в своей работе «О природе вещей» тоже пишет о принципе создания движения из неподвижных изображений:
Тит Лукреций "О природе вещей":

Нам кажется, что изображения начинают двигаться, если они исчезают одно за другим и сменяются новыми образами в новых положениях.

В 1765 году Шевалье д’Арси предоставил в Академию наук доклад об опыте с вращением в темноте колеса, на обод которого прикреплялись раскаленные угли. На основании данного опыта д’Арси установил, что длительность персистенции сетчатки человеческого глаза длится тринадцать сотых секунды.
Английский физик Томас Юнг считал, что длительность персистенции колеблется от сотой доли до половины секунды. Иоганн Андреас фон Зегнер в 1740 году, Карвальо в 1803 году, потом Парро определяли другие значения длительности персистенции (от десятой доли до четверти секунды).
В 1828 году Плато повторил опыт д’Арси, несколько его изменив. К колесу он прикрепил диск с цветными секторами, похожий на диск Ньютона. В результате данного опыта Плато установил, что при умеренной освещенности персистенция в среднем равна трети секунды (точнее, 0,34).
В 1833 году Плато наклеил на диск, заключенный в специальный ящик, картинки, последовательно изображающие позы танцующей балерины. Через специальное окошко можно было увидеть, как во время вращения вместо нескольких картинок, появлялась фигурка, плавно двигающаяся в танце.

В анимации